# Marcia Tucker
Marcia Tucker (nacida como Marcia Silverman; 11 de abril de 1940 - 17 de octubre de 2006) fue una historiadora del arte, crítica de arte y curadora estadounidense. En 1977 fundó en Nueva York el New Museum of Contemporary Art, dedicado al arte más innovador, del que fue directora hasta 1999.

## Educación
Marcia Tucker nació el 11 de abril de 1940 en Brooklyn, Nueva York. En 1961 obtuvo una licenciatura en artes en Connecticut College, donde estudió teatro y arte. Tucker pasó su tercer año estudiando en la École du Louvre, en París. Su primer trabajo fue como secretaria del Museo de Arte Moderno; sin embargo, pronto renunció después de que le pidieran que afilara demasiados lápices.

## Carrera
En 1969, Tucker se convirtió en conservadora de pintura y escultura en el Museo Whitney de Arte Americano. Ocupó este cargo hasta 1976 y organizó importantes exposiciones de la obra de Bruce Nauman, Lee Krasner, Joan Mitchell, Richard Tuttle y Jack Tworkov, entre otros. En 1975, Tucker organizó una exposición de Tuttle que recibió numerosas críticas negativas, lo que provocó su despido. El 1 de enero de 1977, a la edad de 37 años, Tucker fundó The New Museum. Tucker quería que el Nuevo Museo exhibiera artistas vivos, tuviera vigilantes de exposiciones con conocimientos de aquello que custodiaban y renovara su colección permanente de arte cada diez años para mantenerse siempre actual. En el New Museum, Tucker organizó importantes exposiciones, como Bad painting (1978), The Time of Our Lives (1999), A Labor of Love (1996) y Bad Girls (1994), y fue co-curadora de una exposición retrospectiva del artista catalán Perejaume en el Museo de Arte Contemporáneo de Barcelona en 1999. Fue editora de la serie Fuentes documentales en el arte contemporáneo, cinco libros de teoría y crítica publicados por el New Museum. En 1983, fue elegida Comisionada de los Estados Unidos para la 41.ª Bienal de Venecia de 1984. La exhibición de Tucker se tituló Paradise Lost/Paradise Regained y fue organizada con Ned Rifkin y Lynn Gumpert. La exposición incluyó a veinticuatro artistas estadounidenses, incluidos Eric Fischl, David True y Richard Bosman.
En una conferencia de 1998, Tucker dijo que el museo, «como un puñado de otros lugares de arte contemporáneo en los Estados Unidos, es una organización de “laboratorio” no solo en virtud del tipo de trabajo que mostramos, sino porque tratamos de mirar críticamente práctica museística, especialmente la nuestra, cuestionando regularmente nuestras propias premisas y métodos» (Universidad de Wisconsin–Milwaukee, 16 de abril de 1998; «El Museo de Arte Contemporáneo como lugar de Innovación y Resistencia»). En 1999, Tucker decidió abandonar la dirección del museo y Lisa Phillips fue nombrada nueva directora. En 2004 se mudó a Santa Bárbara, California.
De 1999 a 2006, Tucker trabajó como crítica de arte, escritora y conferenciante. Enseñó en la Universidad de Cornell, la Universidad de Colgate, la Escuela de Diseño de Rhode Island y el Centro de Estudios Curatoriales de The Bard College. Mientras vivía en Santa Bárbara, California, fue crítica residente en el Departamento de Bellas Artes y Estudios de Posgrado: Bellas Artes en Otis College of Art and Design de 2005-2006. Escribió para The New York Times, The Christian Science Monitor, Art in America, Art Forum y ARTnews, entre otros. Sus memorias, A Short Life of Trouble, describen un período vital en el arte estadounidense desde mediados de la década de 1960, incluidas amistades y encuentros con artistas como Marcel Duchamp, James Rosenquist, Lee Krasner, Andy Warhol, Joan Mitchell y Bruce Nauman. El libro fue publicado posthumamente  en 2008. 

## Ideología
Activa feminista, siempre cuestionó el conservadurismo de la sociedad estadounidense. Su lema era "actúa primero, piensa después; así tienes algo de lo que pensar», un compromiso vital y político que extendería también a las instituciones en las que trabajó. Siempre apoyó a artistas que frecuentemente no obtenían el reconocimiento de la crítica o el mercado, pero que incidían en la resolución del binomio entre arte y vida. 

## Vida privada
Nacida como Marcia Silverman, el apellido Tucker lo adoptó en un primer matrimonio. De su segundo matrimonio con el artista Dean McNeil tuvo a su hija, Rubi. Marcia Tucker actuó como comediante, bajo el seudónimo de «Mabel McNeil» como «Miss Mannerist».
En 1979 fundó el conjunto vocal a cappella, The Art Mob, para, como ella decía, cantar en un grupo que no podía echarla. The Art Mob interpreta "canciones obsoletas y pasadas de moda que encontramos al revolver himnarios mohosos, libros corales andrajosos y cajas de partituras que se desintegran». Su repertorio incluye canciones de salón victorianas, himnos de notas de forma, éxitos y fracasos de Tin Pan Alley, radio góspel y jazz. Art Mob celebró su 40 aniversario en 2019.

## Muerte
Tucker murió a los 66 años el 17 de octubre de 2006 en Santa Bárbara, California.

## Reconocimiento
A lo largo de su vida, Tucker tuvo múltiples reconocimientos. Recibió el premio Skowhegan Governors Award for Lifetime Service to the Arts (1988), el Bard College Award for Curatorial Achievement y el Art Table Award for Distinguished Service to the Visual Arts en 2000. También recibió tres becas Yaddo en 2003, 2004 y 2005.